# سما ديزايي
سما أمين ديزاي (2 يونيو 1988) هي إعلامية كُردية عراقية، وُلدت سما ونشأت في بغداد، ودرست علوم الحاسب في أربيل حتى أواخر عام 2009، ثُم انتقلت إلى الولايات المتحدة الأمريكية لإكمال دراستها في العلوم السياسية.

## حياتها المبُكرة
بدأت سما حياتها المهنية في الإعلام عندما كانت في الخامسة عشرة من عمرها، فعملت مُذيعة في محطة إذاعة (VOY FM-صوت الشباب) عبر الإنترنت، ثم أصبحت مُنتجة في القناة. كما كانت المُعد الرئيسي والمنتجة لأكبر الإذاعات عبر الإنترنت في الشرق الأوسط والعراق وهم: «مارينا إف إم، شباب إف إم والعراقية إف إم». وفي السابعة عشر بدأت في كتابة وتحرير أول صحيفة إنجليزية في أربيل، كردستان «الكردية العالمية»، وكذلك لمجلة الطالب Ozone.
ثم بعد ذلك بدأت عملها في راديو«Zed» أول قناة إذاعية باللغة الإنجليزية في كردستان، حيث قدمت فيها برامجها باللغة الإنجليزية واللغة الكردية.

## خبراتها السابقة
تعد سما من أوائل الوجوده الصاعدة على قناة السومرية الفضائية، حيث تشتهر هذه القناة بأنها من أهم القنوات في العراق، وتُبَث من عِدة إستوديوهات في الدول العربية، ويتابعها ملايين المشاهدين من 86 دولة، كما صُنِفَت قناة السومرية بالقناة الفضائية الأولى في العراق عام 2012.
أعدت سما أول برنامج رمضانيّ «ماجينا يا ماجينا» على القناة، الذي أخرجه وليد ملكي، وقد حازت هي وزملاؤها على جائزة أفضل برنامج رمضاني عام 2011 من وزير الثقافة العراقي.
وتقدم الآن برنامج «أفضل 10» على شاشة السومرية مع صديقها بسّام مهدي، حيثُ يُبَث البرنامج مباشرةً من لبنان كل جمعة عند الساعة الخامسة والنصف (17:30)، لتُقدم للمشاهدين أحدث الأغاني وكيف يتم انتاجها، بالإضافة إلى عرض فيلم صغير المُختار من قِبل فريق عمل البرنامج، ويحدد أفضل 10 بناء على أصوات المشاهدين.

## إسهاماتها الدولية
تنحدر سما من أسرة تعمل بالسياسة، وتخرجت بشهادة في العلوم السياسية والعلاقات الدولية، وتسعى أيضًا للعمل بوظيفة سياسية في كردستان، فهي الآن تضع كل تركيزها على التقارير السياسية والمساهمة في التحليل السياسي، كذلك الكتابة في وكالات الأنباء الدولية والمحليّة مثل: صوت أمريكا، وأسوشييتد بريس (بالإنجليزية: أسوشيتد برس)، وBBC World News, The Kurdish Globe, BBC World Service.